# Rêve d'un fondu de fondue
Pour plus de détails, voir Fiche technique et Distribution.
Rêve d'un fondu de fondue  (Dream of a Rarebit Fiend) est un film muet américain réalisé par Edwin S. Porter et Wallace McCutcheon, sorti en 1906.
C’est l’adaptation au cinéma et en moins de sept minutes, de la bande dessinée de Winsor McCay. La publicité du film mettait en avant des  « effets spéciaux jamais vus ou tentés auparavant ».
En 2015, la Bibliothèque du Congrès (Library of Congress) de Washington a sélectionné ce film pour bénéficier d’une complète restauration, en raison « de son importance culturelle, historique et esthétique. »

## Synopsis
Un glouton en habit de soirée blanc se goinfre dans un restaurant avec une soupière de fondue qu’il avale à la louche, accompagnée de nombreuses bières. Dehors, il vacille et le décor autour de lui tangue dangereusement. Il se cramponne à un lampadaire qui se met à osciller comme le balancier d’une horloge. Un policier l’aide à rentrer chez lui et il s’écroule dans son lit. Halluciné, il croit que son mobilier a disparu, sauf le lit. Des cauchemars dérangent son sommeil, la chambre elle-même semble sujette au roulis. Plusieurs lutines entreprennent de harceler le glouton endormi à coups de pic sur le crâne. Son lit se met à caracoler comme un cheval fou et finit par s’envoler. Il survole la ville endormie, tombe du lit mais son pyjama s’accroche à la girouette d’un édifice où il tourne en criant. Le tissu finit par craquer. Le glouton tombe des nues après avoir traversé le plafond de sa chambre. Il se réveille alors par terre, éjecté de son lit.

## Fiche technique
- Titre original : Dream of a Rarebit Fiend
- Réalisation : Edwin S. Porter & Wallace McCutcheon
- Production : Edison Manufacturing Company
- Pays :  États-Unis
- Format : 35 mm, noir et blanc, muet
- Durée : 6 minutes 30 secondes
- Date de sortie : 1906

## Analyse
« Quand Edwin Stanton Porter tourne Le Rêve d’un fondu de fondue en 1906, il veut montrer que le monde oscille autour de son personnage, amateur de civet de lapin et d’alcool. Le goinfre a perdu la notion de la verticalité et virevolte en tous sens, tentant de se raccrocher à un lampadaire qui oscille comme un balancier d’horloge tandis que les images de rues s’agitent autour de lui. Ce n’est pas le lampadaire qui est secoué par ce roulis psychologique, c’est la caméra elle-même qui s’incline alternativement de gauche à droite. Le plan est ensuite recouvert par surimpression de plusieurs autres prises de vue d’avenues parcourues d’une intense circulation automobile, filmées en panoramiques filés non horizontaux. Un plan qui ne respecte ni l’horizontalité ni la verticalité est ce qu’on appelle un plan cassé ou débullé, l’horizontal parfait étant vérifié lors d’une prise de vue normale par un niveau à bulle inclus dans la plateforme articulée qui soutient la caméra au-dessus du trépied. »

## Musique

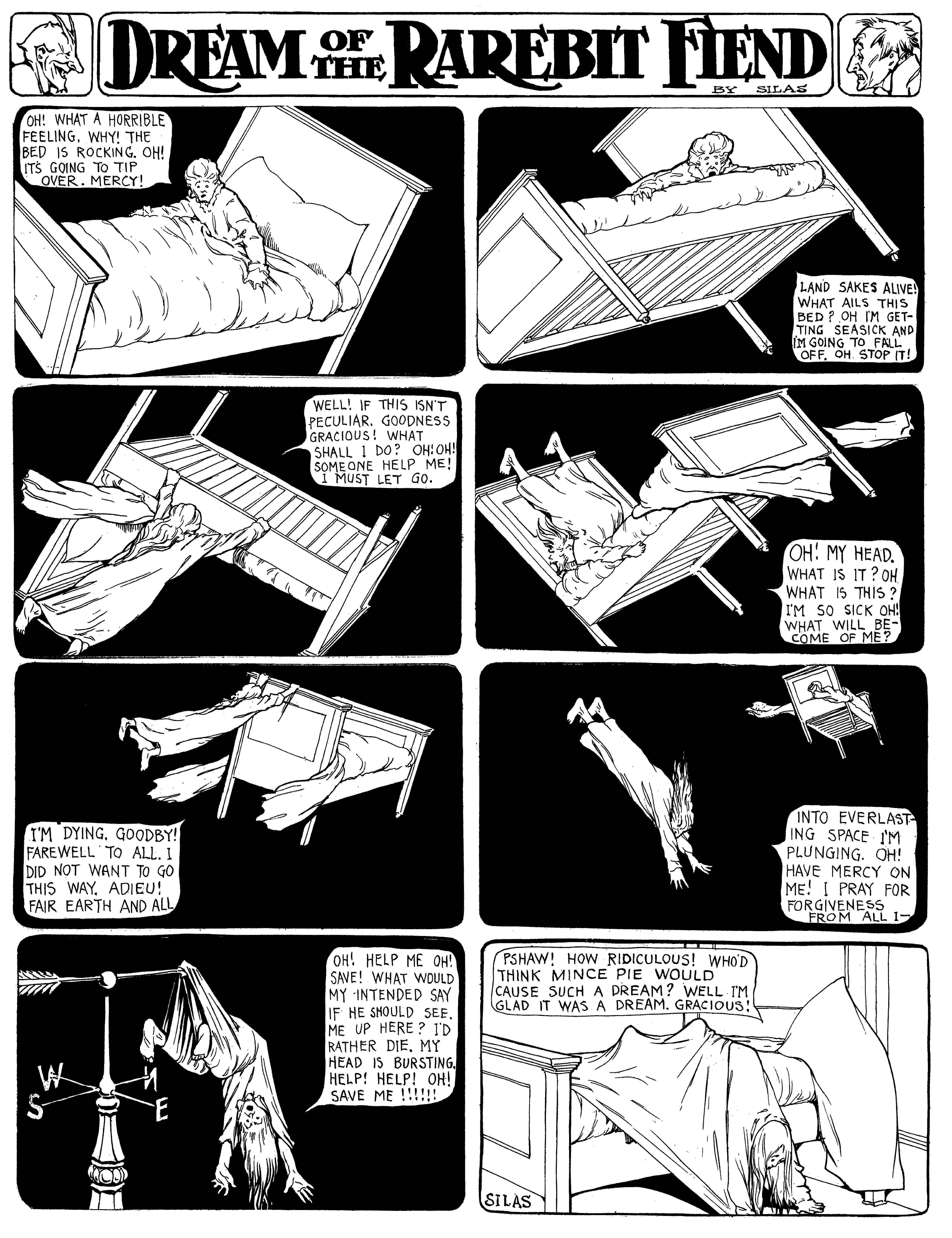
Dream of the Rarebit Fiend, bande dessinée de Winsor McCay (1905) qui a inspiré le film.

Le film est muet, bien sûr, mais la fanfare créée par Thomas Edison avait interprété et enregistré en 1907, sur cylindre de phonographe Edison, un morceau au titre éponyme, "Dream of the Rarebit Fiend" (Catalogue Edison no 9585), composé par Thomas W. Thurban et qui a sans doute été utilisé pour accompagner les projections du film. La formation exigée était de 18 à 20 cuivres et le morceau a été depuis 1907 de nombreuses fois enregistré.